# Liste der Gebietsänderungen in Sachsen-Anhalt 2008
Die Liste der Gebietsänderungen in Sachsen-Anhalt 2008 enthält Änderungen an Gemeindegebieten des Landes Sachsen-Anhalt in der Zeit vom 1. Januar 2008 bis zum 31. Dezember 2008. Dazu zählen unter anderem Zusammenschlüsse und Trennungen von Gemeinden, Eingliederungen von Gemeinden in eine andere, Änderungen des Gemeindenamens und Umgliederungen von Teilen einer Gemeinde in eine andere.

## Legende
- Datum: juristisches Wirkungsdatum der Gebietsänderung
- Gemeinde vor der Änderung: Gemeinde vor der Gebietsänderung
- Gebietsänderung: Art der Gebietsänderung
- Gemeinde nach der Änderung: Gemeinde nach der Gebietsänderung
- Landkreis: Landkreis der Gemeinde nach der Gebietsänderung

Die Sortierung erfolgt chronologisch: Datum, kreisfreie Städte, Landkreise, aufnehmende oder neu gebildete Gemeinde. Heute noch bestehende Gemeinden sind farbig unterlegt.

## Liste
| Datum      | Gemeinde vor der Änderung                          | Maßnahme        | Gemeinde nach der Änderung | Landkreis         |
| ---------- | -------------------------------------------------- | --------------- | -------------------------- | ----------------- |
| 01.01.2008 | Prödel                                             | Eingliederung   | Gommern                    | Jerichower Land   |
| 01.01.2008 | Wippra                                             | Eingliederung   | Sangerhausen               | Mansfeld-Südharz  |
| 01.01.2008 | Bad Lauchstädt Delitz am Berge Klobikau Schafstädt | Zusammenschluss | Bad Lauchstädt             | Saalekreis        |
| 01.01.2008 | Drohndorf Freckleben Mehringen                     | Eingliederung   | Aschersleben               | Salzlandkreis     |
| 01.01.2008 | Wörpen                                             | Eingliederung   | Coswig (Anhalt)            | Wittenberg        |
| 01.01.2008 | Griebo                                             | Eingliederung   | Lutherstadt Wittenberg     | Wittenberg        |
| 19.01.2008 | Theeßen                                            | Eingliederung   | Möckern                    | Jerichower Land   |
| 01.07.2008 | Oebles-Schlechtewitz                               | Eingliederung   | Bad Dürrenberg             | Saalekreis        |
| 01.07.2008 | Dößel                                              | Eingliederung   | Wettin                     | Saalekreis        |
| 01.07.2008 | Bülzig                                             | Eingliederung   | Zahna                      | Wittenberg        |
| 06.12.2008 | Reuden                                             | Namensänderung  | Reuden/Anhalt              | Anhalt-Bitterfeld |
| 31.12.2008 | Hindenburg                                         | Eingliederung   | Hohenberg-Krusemark        | Stendal           |